# Luhe (Naab)
Die Luhe ist ein rund 26 km langer linker Zufluss der Naab im Oberpfälzer Wald, Bayern (Deutschland).

## Name
Im Jahr 905 wurde die Luhe erstmals schriftlich erwähnt („aquam que dicitur Loua“). Der vordeutsche Name dürfte *Lōwa gelautet haben und keltischen Ursprungs sein. Er könnte in Zusammenhang mit dem indogermanischen Verb *pleud- für „schwimmen, fließen“ stehen, da im Keltischen das initiale p- entfallen ist.

## Verlauf
Sie entspringt beim Weiler Wampenhof bei Waldthurn, fließt durch Waldthurn, Roggenstein, Kaimling, vorbei an Michldorf und Leuchtenberg sowie durch Lückenrieth und Luhe-Markt. Dort mündet sie in die Naab.
Wegen des recht starken Gefälles wurden entlang des Flusslaufs viele Mühlen und Hämmer errichtet.

## Fauna
Weil die Flächen des Einzugsgebiets fast nur landwirtschaftlich genutzt werden, ist das Wasser der Luhe von hoher Qualität, so dass in ihr sehr viele Fischarten und auch Krebse und Muscheln vorkommen.

## Zuflüsse
Die wichtigsten Zuflüsse sind der Trausenbach, der Leraubach (Lerau) und der Gleitsbach.
| - Geiselbühlbach (links) - Sandbach (rechts) - Tratbach (rechts) - Pointgraben (rechts) - Trausenbach (links) - Trauschenbach (rechts) - Lerau (links) - Wittschbach (links) - Glaubenbach (links) - Gleitsbach (rechts) - Schelmbach (links) - Aubach (rechts) |

## Bildergalerie

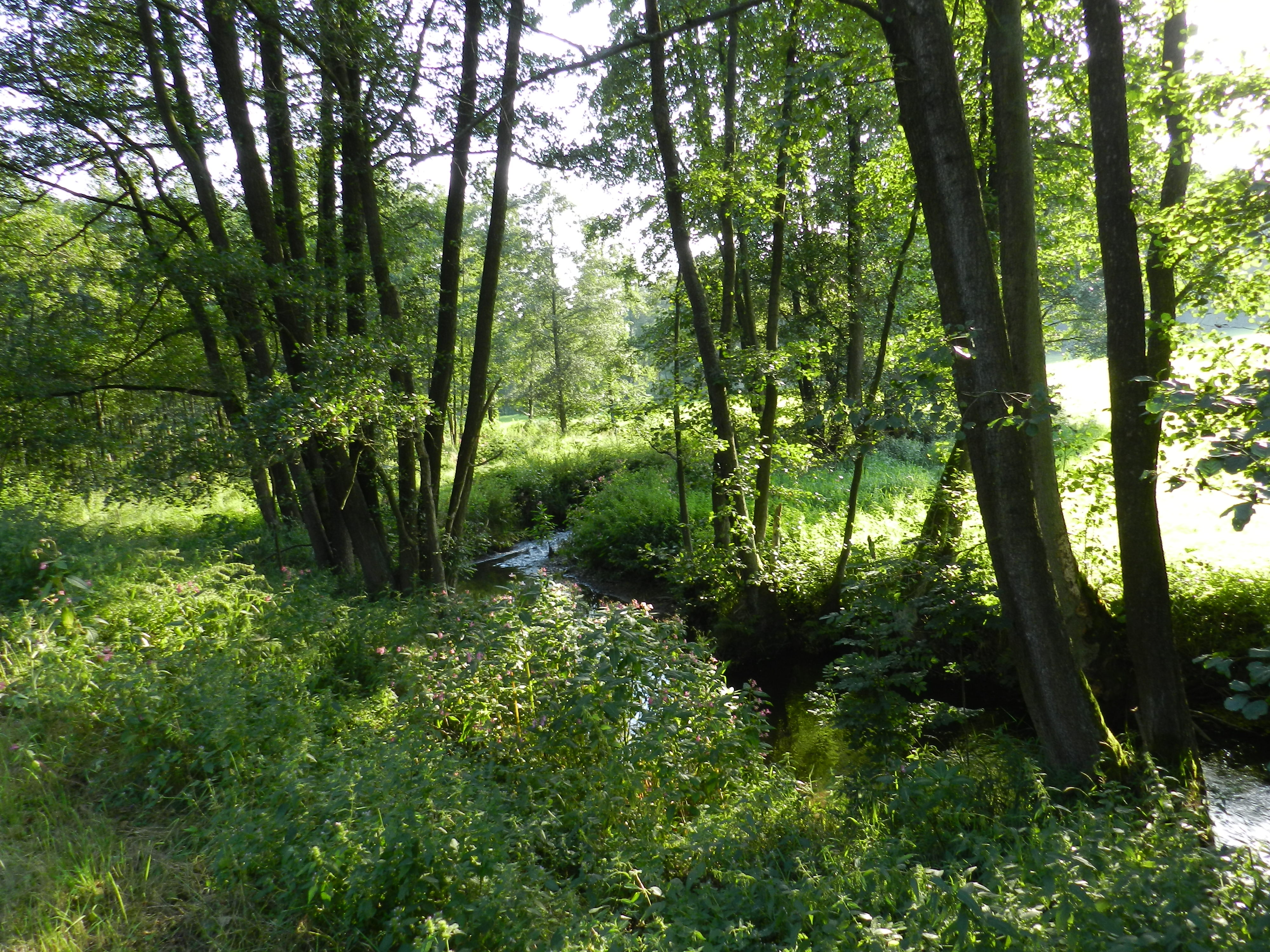
Die Luhe bei Kaimling (2011)
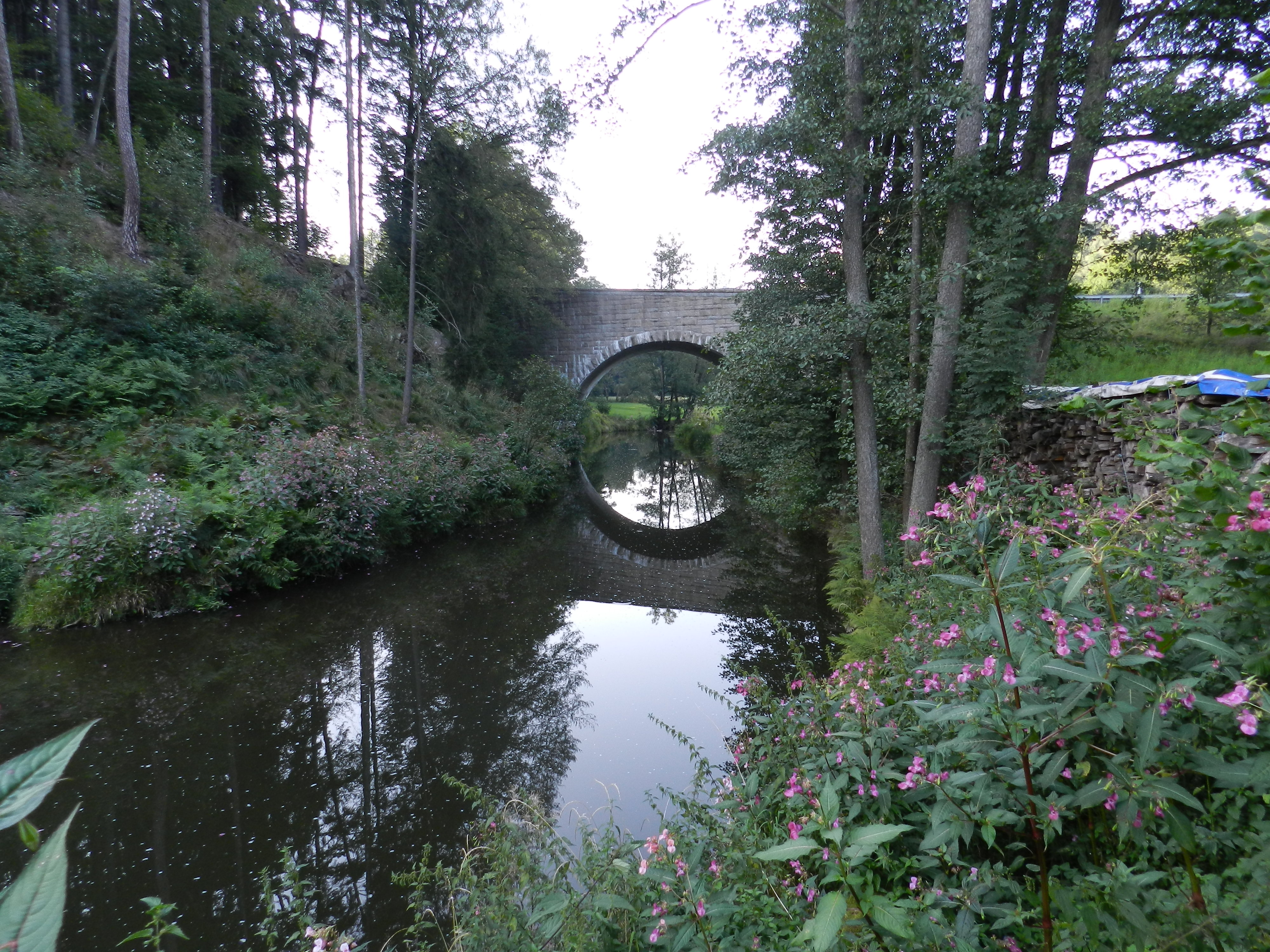
Die Luhe unterquert bei Michldorf die B 22
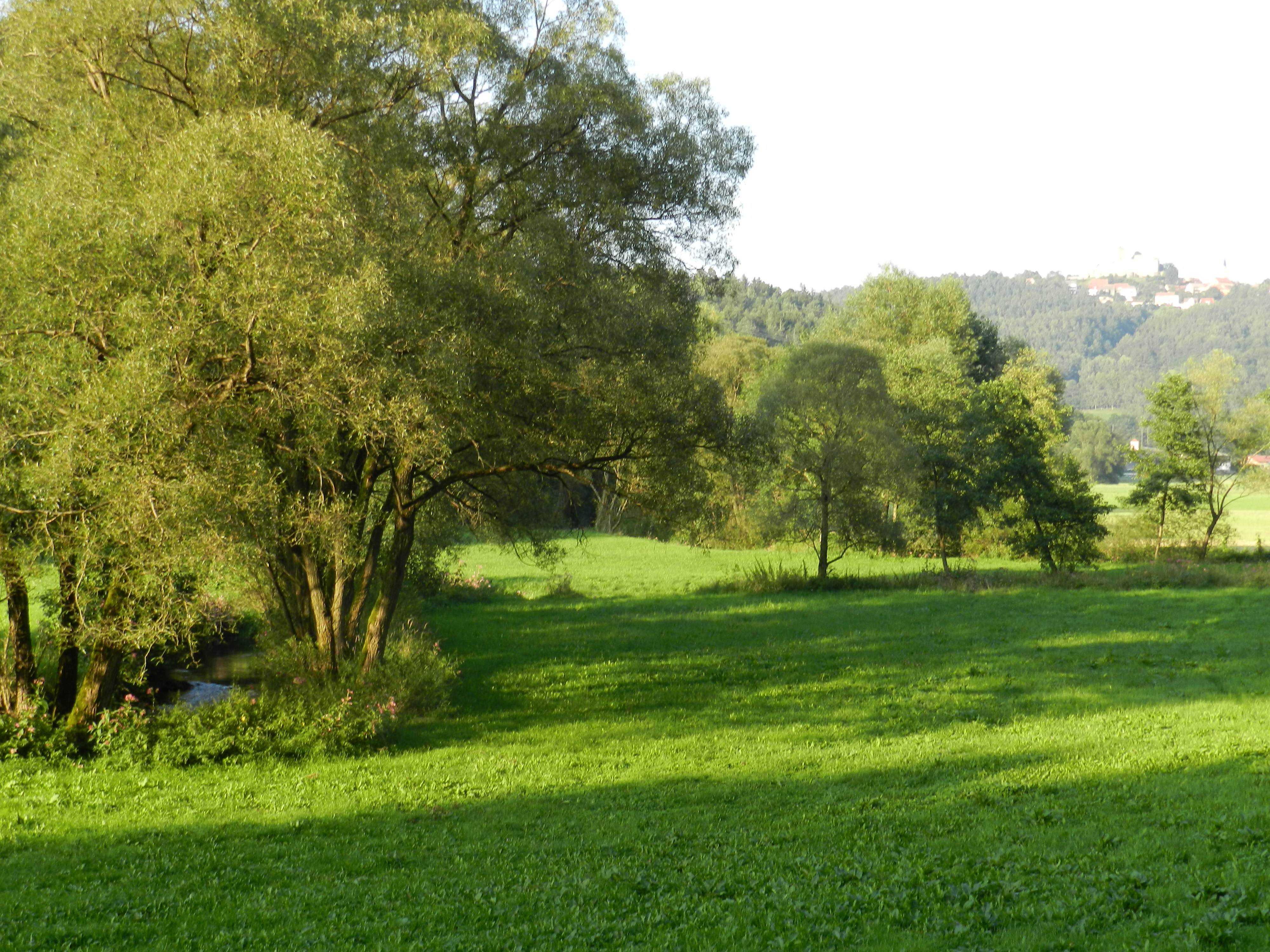
Die Luhe südlich von Leuchtenberg
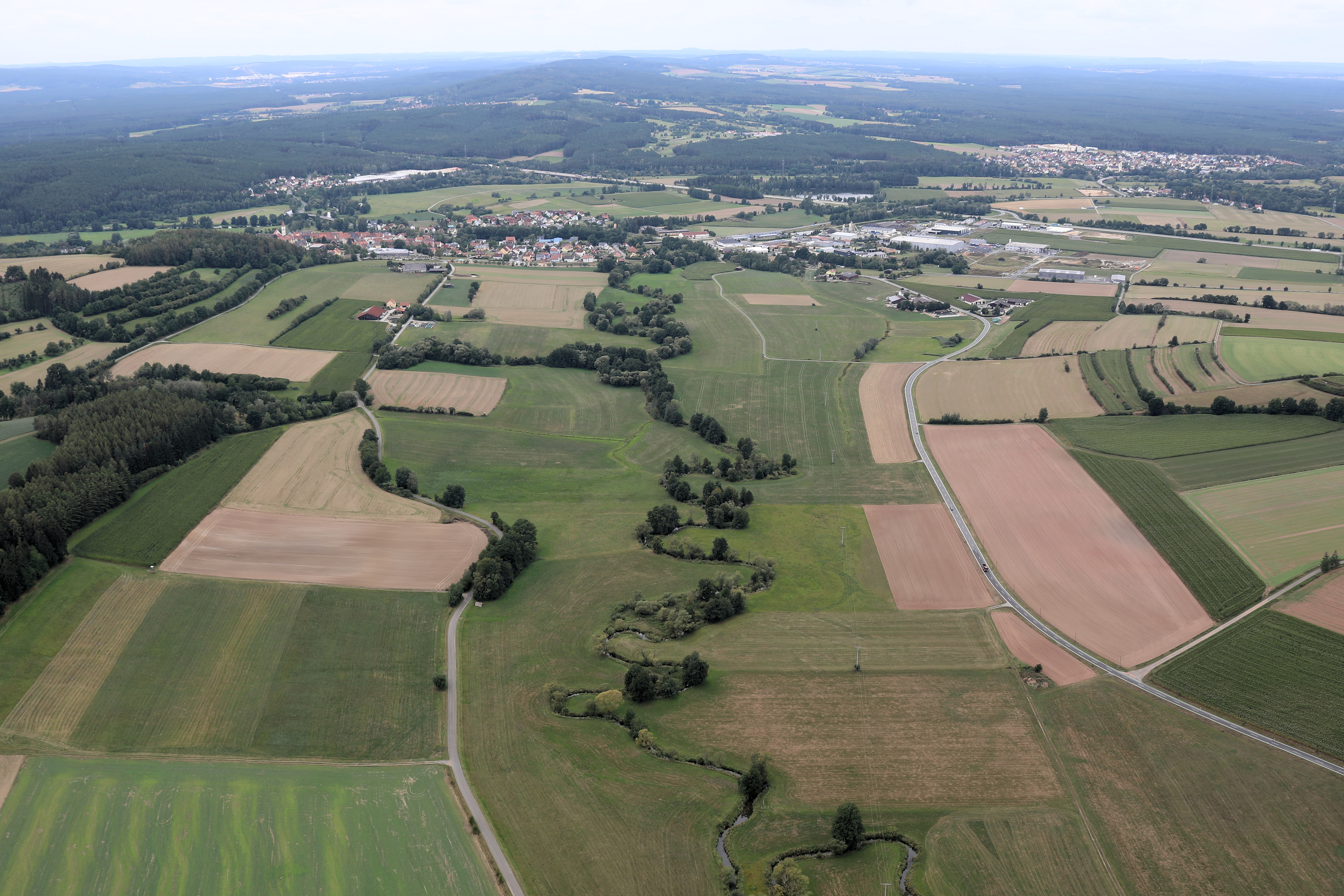
Die Luhe zwischen Meisthof und Luhe
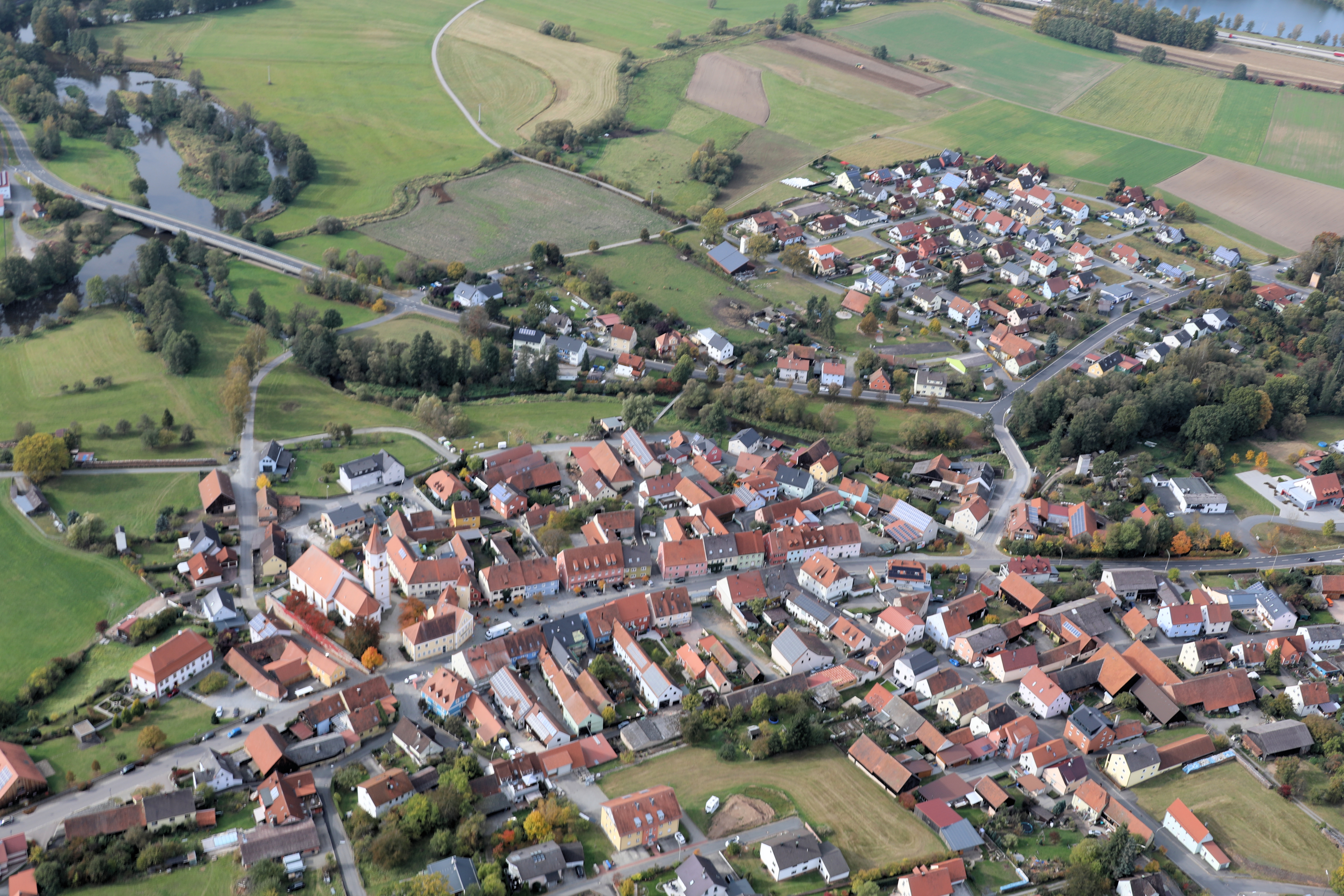
Die Luhe mündet in die Naab.